# Max Changmin
Shim Chang-min (em coreano: 심창민) (Seul, Coreia do Sul,  18 de fevereiro de 1988),  também conhecido por Max, Choikang, Changmin na Coréia do Sul e no Japão (em japonês: チャンミン), é um compositor, modelo, cantor, dançarino e ator. É o vocalista principal do grupo sul-coreano TVXQ. Nascido e criado em Seoul, Coreia do Sul, Changmin foi observado por um agente de taletos da SM Entertainment quando ele tinha quatorze anos de idade. Ele fez sua estréia como membro mais jovem do TVXQ em dezembro de 2003. Fluente em coreano e em japonês, Changmin alcançou o sucesso comercial na Ásia como um membro do TVXQ. Conhecidos como "Estrelas da Ásia" e os "Reis do K-Pop", TVXQ lançou quinze álbuns de estúdio; sua sexta turnê no Japão, a Time Tour , foi a turnê de maior bilheteria já realizada por um artista música estrangeira no Japão. ChangMin também já foi eleito o melhor visual de sua empresa SM Entertainment e um dos cantores mais bonitos do K-pop.

## Infância
Changmin nasceu e cresceu em Seul, Coréia do Sul em uma família Budista.Ele tem duas irmãs mais novas, seus pais são professores. Quando ele tinha 14 anos de idade, um caçador de talentos da S.M. Entertainment avistou Changmin enquanto ele estava cantando e jogando badminton ao mesmo tempo durante as aulas de ginástica. O caçador de talentos sugeriu que ele fizesse um teste para o SM, mas Changmin não tinha interesse em se tornar um cantor. Sua mãe, querendo uma chance de conhecer BoA, pediu a Changmin para participar das audições de elenco de qualquer maneira. Três dias após a audição, S.M. chamou Changmin para uma segunda audição, que ele passou com sucesso. Depois de ganhar o prêmio de Melhor Cantor e Melhor Artista no 6º Concurso Anual de Jovens da S.M., Changmin assinou com a empresa.

## Carreira musical

### TVXQ
A formação final do TVXQ consistiu em Changmin,  U-Know Yunho, Kim Jae-joong, Park Yoo-chun e Xiah Junsu. O grupo estreou oficialmente em 26 de dezembro de 2003, durante uma mostra BoA e Britney Spears. Eles fizeram seu primeiro single "Hug", que se tornou um sucesso na Coréia do Sul. TVXQ foram lançando álbuns número um na Coréia desde seu segundo álbum de estúdio   Rising Sun  (2005), que também foi o álbum que deu ao grupo seu primeiro Daesang (대상) , ou Grand Award, no  Mnet KM Music Festival. O quarto álbum coreano  Mirotic  (2008) foi o Álbum do Ano no Mnet KM Music Festival de 2008 e o 2008 Golden Disc Awards. O álbum apresenta o single mais conhecido e mais vendido do grupo, "Mirotic".

### S.M. The Ballad e trabalhos solo
Em 2014, Changmin ao grupo de baladas S.M. the Ballad, inicialmente formado pela S.M. Entertainment em 2010. No segundo álbum do grupo Breath, ele cantou a versão japonesa da canção "Breath" com a Krystal Jung do grupo f(x).

### 2015–2020:Close to YoueChocolate
Changmin seu primeiro álbum solo mini album Close to You em 18 de novembro de 2015, um dia antes de seu alistamento. A música título é a canção balada "Into the Water", entre outras seis faixas. Incluído em um DVD que inclui um videoclipe e cenas dos bastidores,  Close to You  foi um lançamento limitado e só foi disponibilizado para compra por membros do fã-clube japonês do TVXQ,  Bigeast .
Em 13 de março de 2020, foi relatado que o membro do TVXQ estava se preparando para lançar um álbum solo. Uma fonte da SM Entertainment confirmou a notícia e afirmou: "Changmin está atualmente trabalhando duro, com o objetivo de lançar seu álbum solo em abril".
Em 23 de março de 2020, a SM Entertainment anunciou que Changmin lançaria seu mini-álbum de estréia Chocolate no dia 6 de abril. O mini-album consiste com seis canções de gêneros variados - incluindo a faixa-título "Chocolate" e apresenta uma colaboração com a cantora coreana Chungha.

## Discografia

### EPs
- Close To You (2015) (álbum japonês)
- Chocolate (2020) (álbum coreano)

### Canções
- "A Person Like Tears" (2012) (trilha sonora da série Jeon Woo Chi)

## Filmografia

### Televisão
- Banjun Theather (2006)
- Vacation (2006)
- Paradise Ranch (2011)
- Athena: Goddess of War (2011)
- Welcome to the Show (2011)
- Saki (2013)
- Mimi (2014)

### Filmes
- I AM. (documentário) (2012)
- Fly With The Gold (2012)

### Show de variedades
- Moonlight Prince (2013)

## Prémios
- 6th Annual Best Competition SM Entertainment Awards: Best Singer (Melhor cantor)
- 6th Annual Best Competition SM Entertainment Awards: Best Artist (Melhor artista)